# Lesbiennes en Nouvelle-Zélande

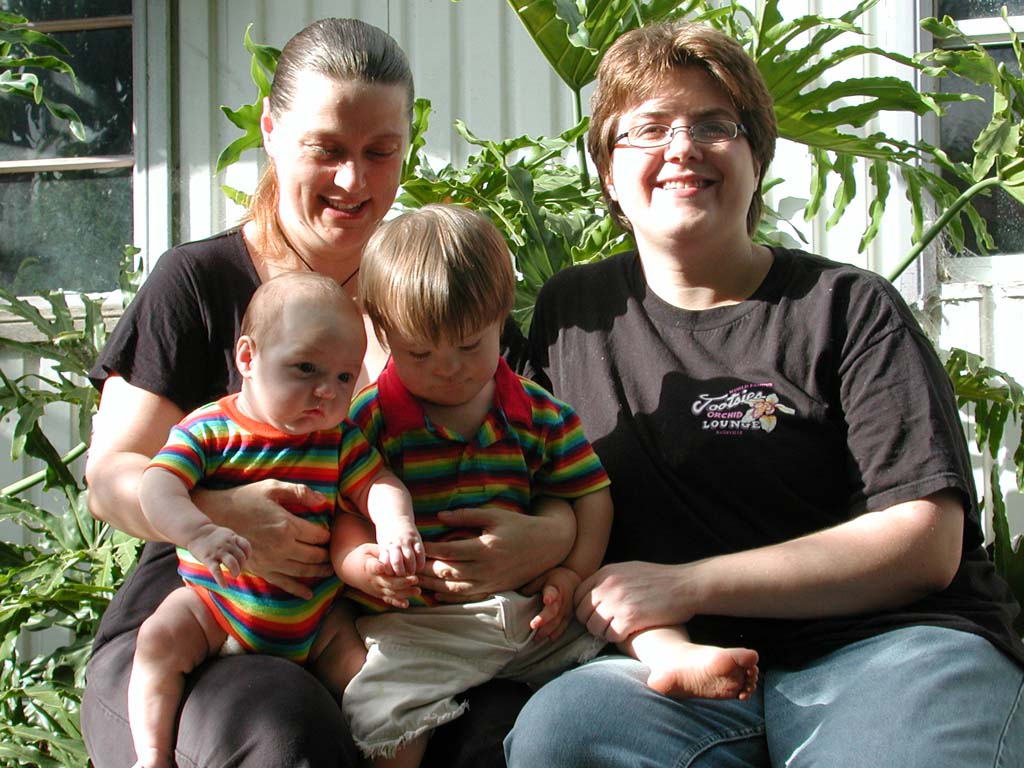
Famille lesbienne à Wellington en 2004.

Au XIXe siècle, les lesbiennes en Nouvelle-Zélande mènent des vies discrètes à cause des attentes sociales, puis à partir de 1950, la culture lesbienne devient davantage visible avec des associations politiques et des bars communautaires. Deux études médicales publiées en 2000 suggèrent que les lesbiennes pourraient souffrir d'une moins bonne santé que les autres femmes en Nouvelle-Zélande. Ce pays a le seul musée lesbien du monde.

## Histoire
Selon certains historiens, les lesbiennes ont toujours été bien acceptées dans la société maori. À partir de la colonisation, les relations lesbiennes ne sont pas criminalisées, mais elles sont considérées comme pathologiques. Les lesbiennes sont désapprouvées et parfois envoyées dans des institutions psychiatriques ou des pensionnats isolés.
Des cercles d'amitié lesbiens se forment, par exemple celui de Mimie Wood et sa compagne Margaret Magill (en).
Certaines femmes vivent des relations lesbiennes en dehors de leur mariage avec un homme, par exemple Katherine Mansfield ou Bessie Spencer (en).

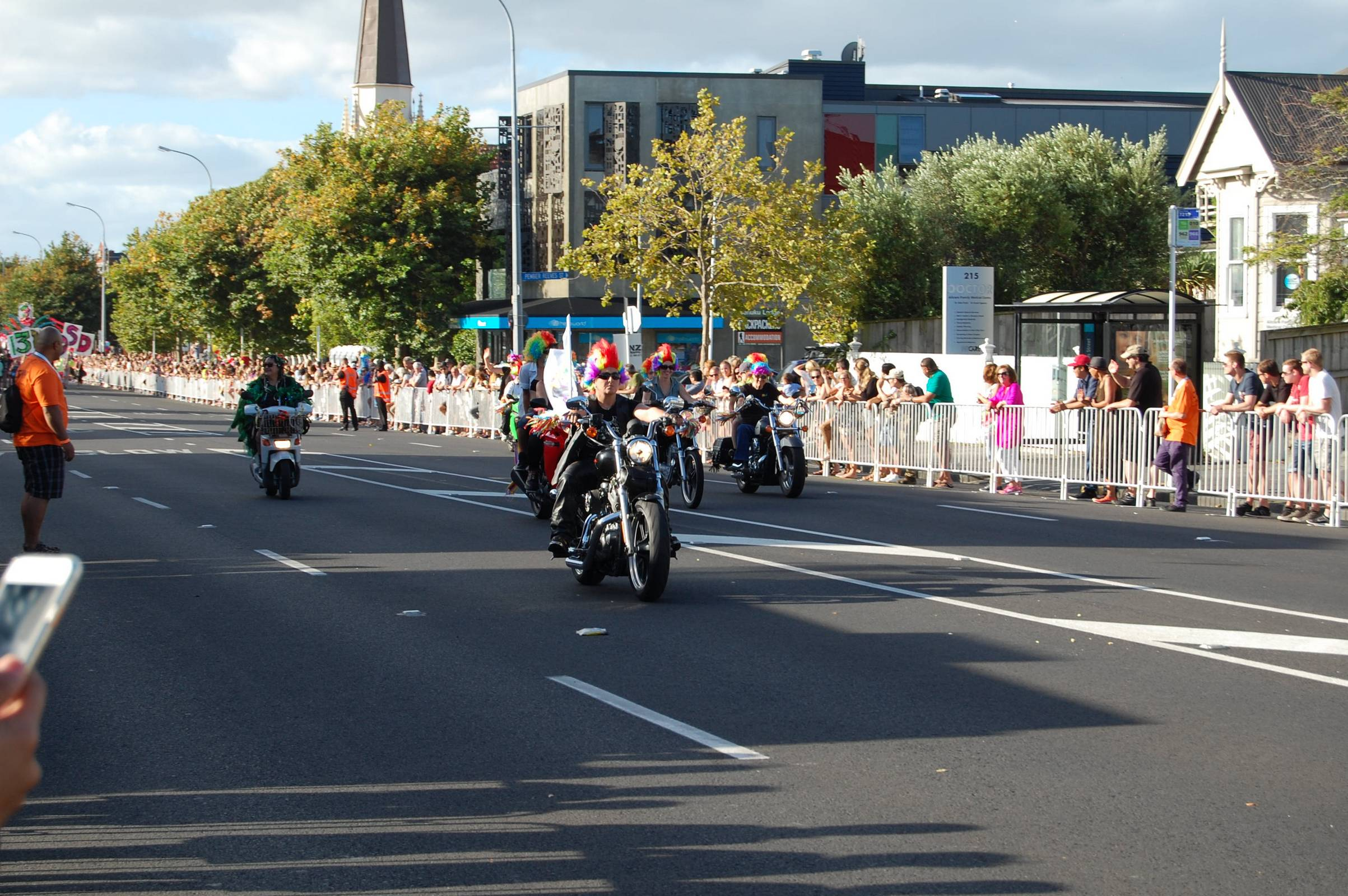
Dykes on Bikes à la marche des fiertés d'Auckland en 2016.

En 1954, l'affaire Parker-Hulme crée une panique morale dans la presse, qui associe le lesbianisme supposé des deux adolescentes coupables de matricide avec la criminalité en général.
En 1973, la première organisation politique lesbienne, Sisters for Homophile Equality (en), est créée. SHE publie le journal Circle.

## Santé
Selon une étude réalisée en 2000, les lesbiennes en Nouvelle-Zélande, par rapport aux autres femmes, ont davantage tendance à faire appel à la médecine non conventionnelle, à avoir une moins bonne santé, et à retarder le moment où elles vont se faire soigner. Par ailleurs, l'étude montre une prévalence du surpoids dans la population lesbienne ainsi qu'une moindre fréquentation des dépistages du cancer du col utérin. En revanche, les lesbiennes de plus de 50 ans font plus de mammographies que la population générale. Parmi l'échantillon d'environ 700 lesbiennes étudiées, 77% d'entre elles étaient sorties du placard auprès de leur médecin traitant, et 5% témoignaient d'une réaction négative à leur coming-out. Un autre sondage médical de la même année rapporte que 30% des lesbiennes de Nouvelle-Zélande ont fait l'expérience de traitements pour la santé mentale inadaptés à leur sexualité, et qu'un sixième de l'échantillon étudié a subi des discriminations de la part de professionnels de la santé mentale au cours des 5 années précédentes.

## Culture

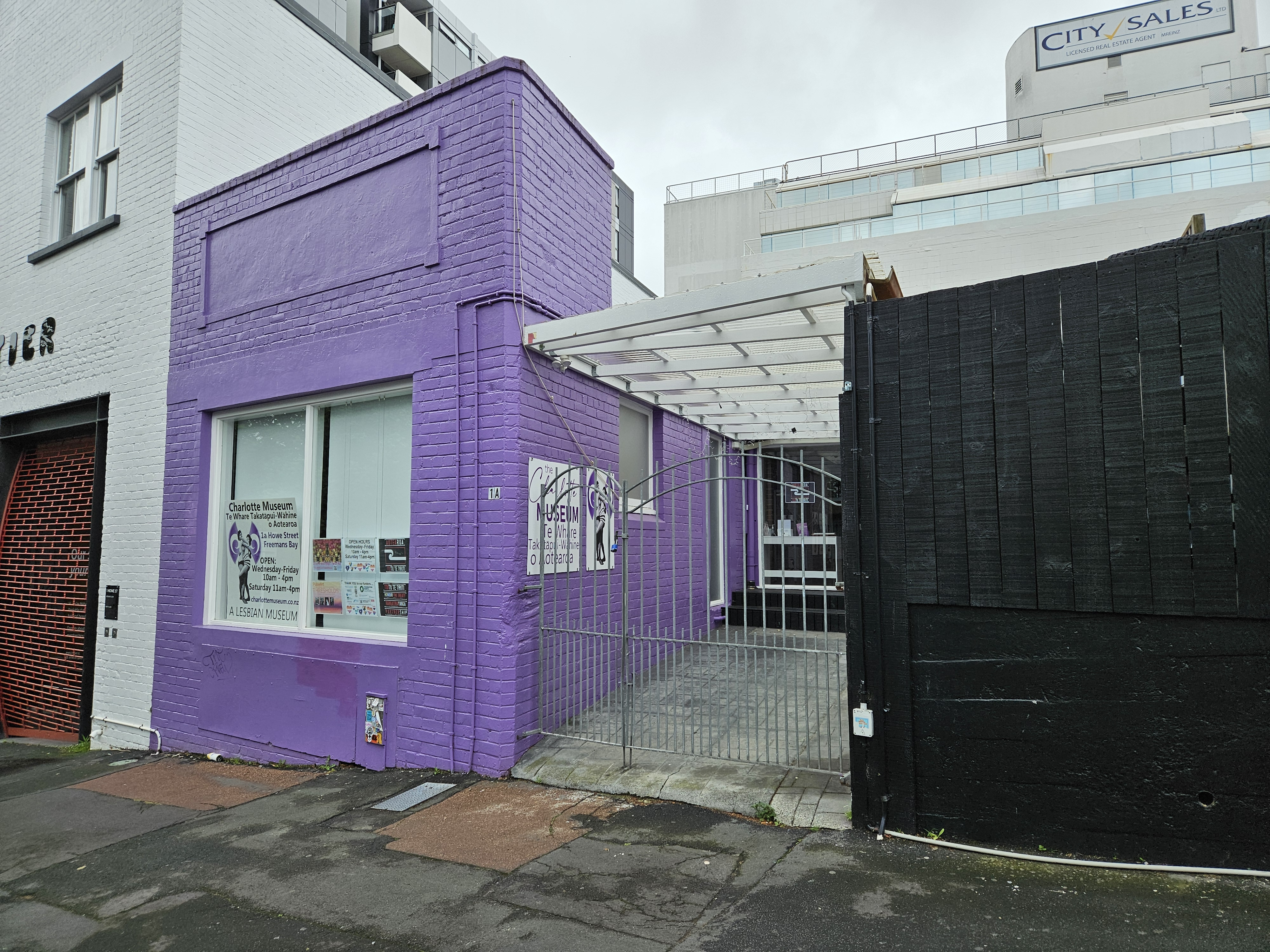
Le Charlotte Museum Te Whare Takatāpui-Wāhine o Aotearoa.

À partir des années 50, des communautés lesbiennes kamp deviennent visibles dans les grandes villes. À cause des lois strictes sur les débits de boisson, la culture des bars lesbiens arrive plus tard en Nouvelle-Zélande que dans le reste du Commonwealth. Un collectif de quatre femmes maori (dont Raukura Hetet (en)) et quatre Pakeha fonde le premier bar lesbien, le KG Club (en), en 1972 sur la Karangahape Road.
Le musée The Charlotte Museum (en) dans le Tāmaki Makaurau (en) à Auckland est consacré à l'histoire lesbienne.
Le court-métrage Tits on a Bull de 2015 parle d'une relation lesbienne au sein d'une équipe de rugby.

## Célébrités

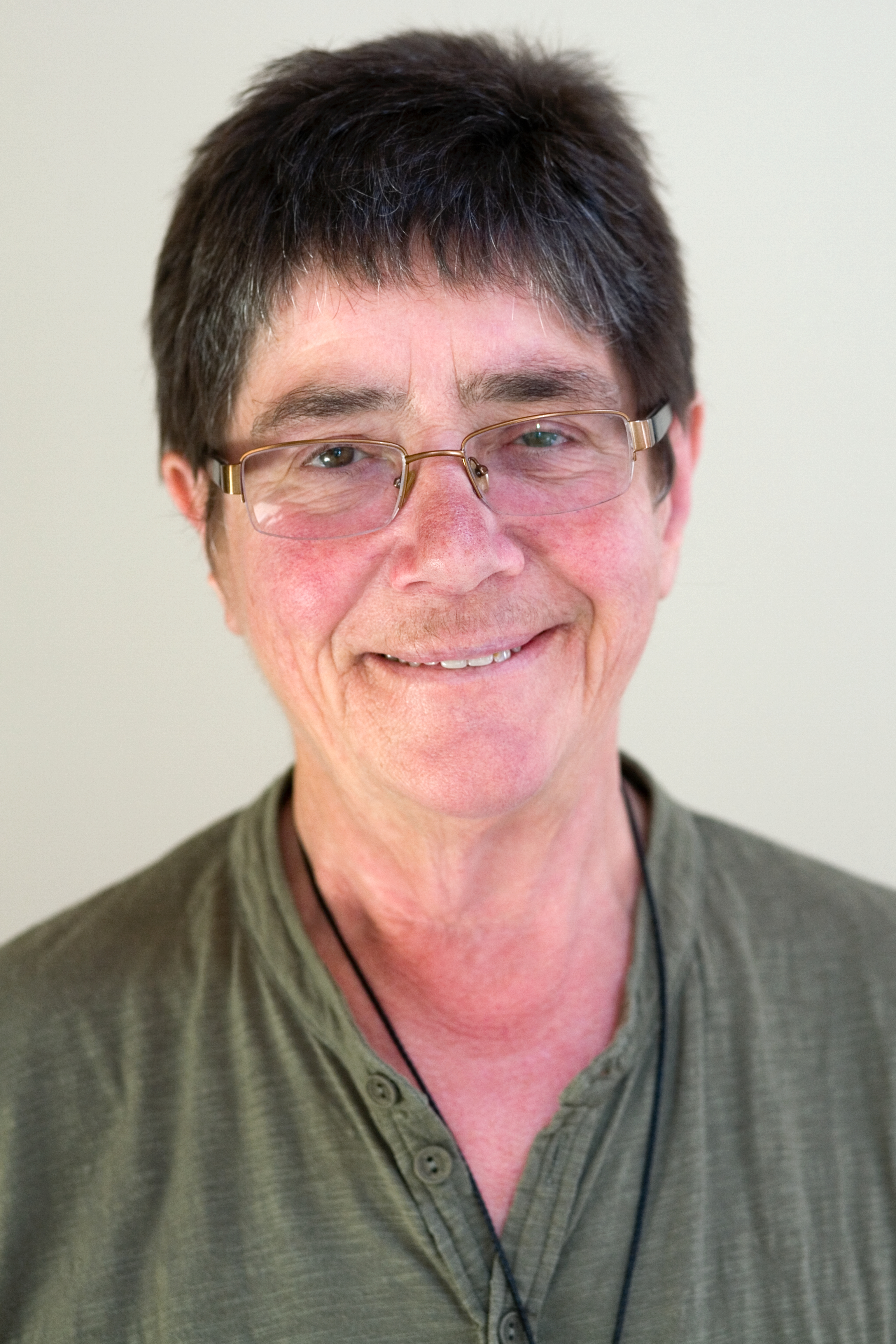
Alison Laurie (1941-2024) est une spécialiste des études lesbiennes en Nouvelle-Zélande.

Comme exemples de célébrités lesbiennes, la Te Ara Encyclopedia of New Zealand donne le groupe des Topp Twins (en), la travailliste Maryan Street (en) et la chanteuse Anika Moa.